# Qiushi
Qiushi (求是S, QiúshìP, lett. "Cercando la verità") è un periodico bimestrale di teoria politica edito dal Comitato centrale del Partito Comunista Cinese, con sede a Pechino.

## Storia
Fondata il 1 luglio 1988, la rivista ha sostituito il periodico Hongqi ("Bandiera Rossa") di Mao Zedong che fu chiuso da Deng Xiaoping alla luce del mutevole clima politico della Cina e del PCC che si era allontanato dagli ideali della Grande rivoluzione culturale a favore del socialismo con caratteristiche cinesi.
Il sito web ufficiale è stato pubblicato il 1 luglio 2009, mentre la sua versione in lingua inglese è stata lanciata il 1 ottobre 2009 all'interno di un progetto da 45 miliardi ¥ (circa 6 miliardi $) perseguito dal PCC per promuovere i principali media cinesi all'estero.
Nel 2010 ha registrato una diffusione di 1,26 milioni di copie in più di 100 paesi e regioni. Secondo quanto riferito dalla redazione del periodico, ha avuto nello stesso anno "una circolazione domestica di oltre 1 milione di copie per 14 anni consecutivi".
Nel gennaio 2015, Qiushi ha pubblicato un articolo scritto dal funzionario del PCC Xu Lan nel quale criticava i professori universitari per "diffondere i valori occidentali" tra i giovani cinesi.

## Descrizione
Lo scopo del Qiushi è quello di "pubblicizzare la filosofia di governo del PCC" con contenuti che riportano questioni politiche, economiche, culturali e sociali, fornendo allo stesso tempo delle analisi sulla politica internazionale e sulle relazioni estere della Cina. Circa il 60% dei suoi articoli sono scritti da membri del Partito, mentre la restante percentuale vede la partecipazioni di professori ed accademici dei principali istituti cinesi. Viene spesso usato dai segretari generali come ulteriore mezzo per esprimere e approfondire le proprie idee e politiche.
Il Qiushi è ampiamente diffuso tra i funzionari di alto livello del Partito Comunista. Il titolo deriva dalla citazione shi shì qiú shì (实事求是), ovvero "Cercare la verità a partire dai fatti". Il logo della rivista è scritto con la calligrafia di Deng Xiaoping.
Al Qiushi è affiancato l'Hongqi Wengao (红旗文稿S, Hóngqí wéngǎoP), un periodico semestrale pubblicato e distribuito anche all'estero con il titolo Red Flag Manuscript.
La versione inglese viene realizzata traducendo articoli selezionati dall'edizione cinese e dalla pubblicazione affiliata Red Flag Manuscript, oltre ad estratti e articoli teorici provenienti da altri periodici cinesi.